# محوطه پشت قلا
محوطه پشت قلا مربوط به دوره ساسانیان است و در شهرستان دره‌شهر، بخش مرکزی، دهستان ارمو، ضلع شمالی روستای شیخ مکان واقع شده و این اثر در تاریخ ۲۶ دی ۱۳۸۶ با شمارهٔ ثبت ۲۰۶۴۹ به‌عنوان یکی از آثار ملی ایران به ثبت رسیده است.